# Сарматський портрет
Сарма́тський портре́т — різновид парадного або обрядового шляхетського портрета, типового для образотворчого мистецтва Польщі, Литви, Речі Посполитої і України XVI — XVIII століть. Передбачає наявність у малярських творах ідеології сарматизму.

## Історія
Цей портретний жанр був частиною загальної ідеології сарматизму, що панувала на той час у Речі Посполитій . За цією ідеологією все дворянство вважалося нащадками сарматських племен, що в ІІІ ст. до н. е. — IV ст. н. е. населяли причорноморські степи. Сарматизм став світоглядом, культурою та способом життя знаті. Ця ідеологія, випромінюючи найвищу державу Корони та Литви, водночас протиставляла її іншим державам країни та оточуючим народам, особливо некатолицької віри. Основним обов'язком шляхти вважалися військові справи та захист Вітчизни та католицизм .
Людину в таких роботах демонстрували за певною схемою — у церемоніальному одязі, оточеному предметами, що відображали не лише модель, її внутрішній світ, характер, але й передавали належність до певного класу населення, дозволяли дізнаватися про становище індивіда в суспільстві. Сарматський портрет, як окремий стиль «мальовничого натуралізму», був зосереджений не лише на зображенні людського обличчя. Цей стиль малювання базувався на новому розумінні ландшафту та середовища проживання людини. Зростало бажання відобразити об'єм обличчя та фігури, хоча світло-тіні залишалися ще плоскими.
У той час у ВКЛ працювало багато іноземних майстрів, сюди привозили роботи з різних європейських країн. Утворився родючий грунт для розквіту портретного жанру, для формування його національних особливостей. В результаті серед типових рис сарматського портрета можна знайти елементи епохи Відродження та маньєризму, а також, пізніше, бароко. Вільнюс, Несвіж, Супрасль та Слуцьк були основними центрами портретного живопису у Великому князівстві Литовському.
За часів держави Війська Запорозького, «сарматський» тип портрету буде популярним і серед козацької еліти XVII століття. Український «сарматський» портрет має й регіональні особливості. На відміну від польського, де було прийнято зображувати модель, якою вона є, навіть якщо негарна, оскільки блакитна кров вважалася настільки благородна, що зовнішні вади не мали жодного значення, українці ідеалізували людину і мали схильність до яскравої колористики та декоративності.
У XX столітті відбулося відродження жанру сарматського портрета, як результат спільного проєкту лицарського клубу «Залізний вовк» та художників А. Єлізарава, А. Михайлова, А. Піскун та інші. Сарматський портрет не лише відродився на основі старих традицій, але й отримав новий розвиток у різних стилях сучасного живопису.

## Відомі картини

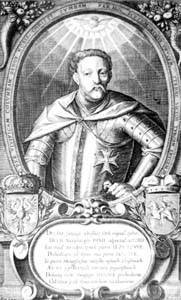
Король Ян III Собеський, Олександр Тарасевич

Серед найвидатніших пам'яток — портрет Юрія Радзівіла. Модель в ньому показано у повний зріст в оточенні багатьох деталей. Завдяки їм, а також напису ви можете дізнатись про зображену людину, про місце людини в суспільстві того часу. Типово «сарматський» — портрет Яна Собеського, зроблений відомим білоруським гравером Олександром Тарасевичем з Глуська. Він показує царя в лицарських обладунках, з гербами обох частин держави та з похвалою переможцю, і перш за все — Святим Духом — білим голубом, який осяває царя променями слави.